# This Christmas - Natale e altri guai
This Christmas - Natale e altri guai (This Christmas in lingua inglese) è un film natalizio del 2007 diretto da Preston A. Whitmore II e distribuito dalla Screen Gems. Il titolo del film è ispirato a una canzone del 1970 dall'omonimo titolo, del cantante statunitense Donny Hathaway.

## Trama
Dopo quattro anni di lontananza, la famiglia Whitfield si riunisce nuovamente per festeggiare il Natale e riprende una tradizione che sembrava ormai smarrita. Molte sono le cose che hanno da raccontarsi i vari componenti; sarà un'occasione per mettere a nudo diverse questioni familiari rimaste in sospeso.

## Incassi e recensioni
A due giorni dall'uscita nelle sale cinematografiche, il film ha incassato 17958183 $ arrivando al secondo posto nella classifica settimanale del box office statunitense. In totale, gli incassi al botteghino hanno raggiunto 49121934 $.
In generale, This Christmas ha ricevuto delle recensioni miste da parte della critica. Il sito web statunitense Metacritic ha assegnato al film un voto di 63 punti su 100 basandosi su 24 recensioni ufficiali.